# Xanxerê
Xanxerê é um município brasileiro localizado no oeste do estado de Santa Catarina, distando 508 km da capital estadual, Florianópolis. Considerada uma cidade média-pequena, possuía, em 2021 segundo o IBGE, uma população estimada em 52 290 habitantes. É sede da Região Geográfica Imediata de Xanxerê, composta por 13 municípios, e está inserida na Região Metropolitana de Chapecó, na Bacia do rio Uruguai e é a 31⁰ maior cidade do estado catarinense.
Destaca-se pela qualidade de vida oferecida a seus moradores e por ser um importante entroncamento rodoviário regional, favorecendo o comércio com o Mercosul. Exerce significativa influência no oeste catarinense, seja do ponto de vista econômico, cultural ou político. Segundo o IBGE, Xanxerê é uma das cidades que mais cresce no estado e é a  22ª economia de Santa Catarina.
Ostenta o título de "Capital estadual do milho" graças ao seu forte potencial na agroindústria. A cultura predominante é a italiana e a alemã, trazida por imigrantes que chegaram no início do século XX, procedentes em sua maioria do Rio Grande do Sul.

## Etimologia
Na língua indígena Kaingang, Xanxerê significa "Campina da Cascavel", através da junção dos termos xãxã ("cascavel") e rê ("campo, campina").

## História

### Origens e disputas territoriais
Até o início do século XIX, índios guaranis e kaingangs habitavam a região de Xanxerê. Nesta época, estabeleceram-se na região alguns fazendeiros, dando início ao ciclo da madeira e pecuária. Anos mais tarde, imigrantes vindos do Rio Grande do Sul, descendentes de italianos e alemães, radicaram-se na cidade, que havia sido uma área de litígios entre o Brasil e a Argentina.
Criaram-se duas colônias militares (decreto nº 2.502 de 16 de novembro de 1859) denominadas Chapecó ("Xapecó") e Chopim. O capitão José Bernardino Bormann por portaria de 16 de outubro de 1880, publicada em ordem do dia número 1543 foi encarregado de fundar a Colônia Militar do Xapecó, na até então província do Paraná sendo responsável por realizar o reconhecimento do território, bem como de escolher o melhor local, do ponto de vista estratégico e militar para a instalação do núcleo populacional.  Bormann dirigiu a colônia (também conhecida como colônia de Xanxerê) até meados do ano de 1898, quando saiu da direção para se dedicar a sua vida política pelo estado do Paraná. A partir de 1900 e até o ano de 1903 a direção da Colônia ficou sobre responsabilidade de João José de Oliveira Freitas, mais conhecido como Coronel Freitas. A Colônia manteve seu funcionamento até meados do ano de 1908, quando passa para o regime civil. De acordo com a historiadora Leticia Maria Venson "os objetivos traçados para a criação desse núcleo militar foram alcançados parcialmente, uma vez que as condições oferecidas pelos órgãos responsáveis não corresponderam às reais necessidades verificadas".
Um litígio quanto aos limites entre Santa Catarina e Paraná, provocou em 1916, a intervenção do presidente da república Venceslau Brás, que resolveu a questão junto com o General Felipe Schmidt, governador de Santa Catarina e o Coronel Cavalcanti, governador do Paraná.
Santa Catarina passa a ser dividido em novos municípios, entre eles Chapecó, com a Lei Estadual nº 1.147, de 24 de agosto de 1917. É nomeado provisoriamente para superintendente municipal (equivalente a  prefeito nos dias atuais), o coronel Manoel dos Santos Marinho.
Nas primeiras eleições realizadas em Passo Bormann, Xanxerê, São Domingos, Campo Erê e Barracão, distritos do município de Chapecó, foi eleito o próprio coronel Marinho, que nomeou o José Julio Farrapo como intendente em Xanxerê, através da Resolução nº 05 de 1 de Setembro de 1917. A sede do município é transferida pelo governador Hercílio Luz para o distrito de Xanxerê em 5 de novembro de 1919, através da Lei nº 1.260. Em 5 de dezembro de 1923, a sede muda novamente, desta vez para Passo Bormann, passando o distrito de Xanxerê a ser denominado "Rui Barbosa", pertencente à comarca de Chapecó até dezembro de 1929, quando voltou novamente a chamar-se Xanxerê. Em 3 de outubro de 1929, pela Lei Estadual nº 1.645, Xanxerê volta a ser sede do município de Chapecó.
O General Ptolomeu de Assis Brasil, com a revolução de 1930, assume a função de governador do estado, designando para prefeito de Chapecó, Nicácio Portela Diniz, que novamente instalou a sede do município em Passo Bormann. Com a morte de Portela em fevereiro de 1931, assume o cargo João Candido Marinho, capitão da Força Pública do Estado, que pediu ao governador que a sede municipal fosse para o povoado de Passo dos Índios. Em 1938, a sede muda o nome de Passo dos Indios para Chapecó, que passou a fazer parte do recém criado Território do Iguaçú em 1943. O território foi extinto em 1946 e Xanxerê e outros distritos integrantes de Chapecó passaram novamente para o território catarinense.
Muitas famílias migraram para a região, vindas principalmente do Rio Grande do Sul. No Censo realizado no ano de 1950, havia 1 311 habitantes na área urbana de Xanxerê (643 homens e 668 mulheres). Xanxerê registrava na época uma das maiores populações rurais do estado, com 86,7% de sua população vivendo na área rural.

### Fundação e História recente
Xanxerê passou a se desenvolver e em 17 de dezembro de 1953 a vila se emancipou, sendo criado o município de Xanxerê, sendo instalado oficialmente em 27 de fevereiro de 1954. Foi designado pelo governador Irineu Bornhausen, o professor Teodósio Mauricio Wanderley, como prefeito provisório de Xanxerê.
As primeiras eleições foram realizadas em 3 de outubro de 1954. Saiu vitorioso das urnas o candidato Adilio Fortes (PSD), que foi o primeiro prefeito eleito do município.

## Geografia

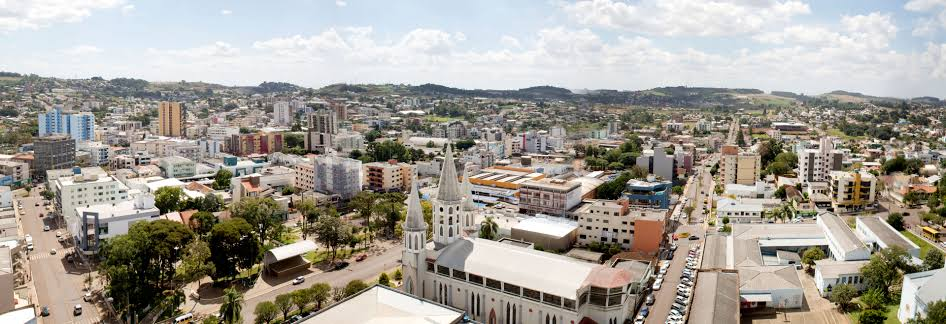
Vista panorâmica do centro da cidade.

Com uma população estimada em 2017 pelo IBGE de aproximadamente 50 309 habitantes, localiza-se a uma latitude 26º52'37" sul e a uma longitude 52º24'15" oeste, estando a uma altitude de 800 metros. A área do município é de 377 764 km². É sede da Região Geográfica Imediata de Xanxerê e pertence à Região Geográfica Intermediária de Chapecó

### Limites
O município limita-se com: Faxinal dos Guedes, Xaxim, Arvoredo, Bom Jesus, Ipuaçu, Lajeado Grande, Entre Rios e Xavantina.

### Topografia
O município encontra-se dentro da serra geral, pertencente ao grupo geológico denominado São Bento, constituído basicamente por rochas vulcânicas e vulcanismos basálticos, possui relevo forte ondulado com terra roxa estruturada.

### Clima
O clima é considerado mesotérmico úmido com verões quentes e invernos frios, sendo a sua temperatura média anual de 17 °C. Segundo dados do Instituto Nacional de Meteorologia (INMET), referentes ao período de 1942 a 1985 e a partir de 2008, a menor temperatura registrada em Xanxerê foi de −11,6 °C nos dias 25 de junho de 1945 e 6 de agosto de 1963, sendo esta a terceira menor temperatura já registrada no estado de Santa Catarina (as menores são de −14 °C em Caçador, em 11 de junho de 1952, e −12 °C em Canoinhas, em 7 de agosto de 1963). Por sua vez, o recorde de maior temperatura é de 39,9 °C em 7 de janeiro de 1947. O maior acumulado de precipitação em 24 horas alcançou 198,9 milímetros (mm) em 17 de maio de 1954. Desde março de 2008, a menor umidade relativa do ar (URA) chegou a 11% em 9 de maio de 2013 e a maior rajada de vento alcançou 32,8 m/s (118,1 km/h) em 9 de agosto de 2011.
| Dados climatológicos para Xanxerê                                                                            | Dados climatológicos para Xanxerê | Dados climatológicos para Xanxerê | Dados climatológicos para Xanxerê | Dados climatológicos para Xanxerê | Dados climatológicos para Xanxerê | Dados climatológicos para Xanxerê | Dados climatológicos para Xanxerê | Dados climatológicos para Xanxerê | Dados climatológicos para Xanxerê | Dados climatológicos para Xanxerê | Dados climatológicos para Xanxerê | Dados climatológicos para Xanxerê | Dados climatológicos para Xanxerê |
| Mês | Jan                               | Fev                               | Mar                               | Abr                               | Mai                               | Jun                               | Jul                               | Ago                               | Set                               | Out                               | Nov                               | Dez                               | Ano                               |
| --- | --------------------------------- | --------------------------------- | --------------------------------- | --------------------------------- | --------------------------------- | --------------------------------- | --------------------------------- | --------------------------------- | --------------------------------- | --------------------------------- | --------------------------------- | --------------------------------- | --------------------------------- |
| Temperatura máxima recorde (°C)                                                                              | 39,9                              | 35,6                              | 34                                | 37                                | 34,1                              | 28,6                              | 28,2                              | 31,9                              | 33,8                              | 34,7                              | 36,5                              | 36                                | 39,9                              |
| Temperatura máxima média (°C)                                                                                | 28,1                              | 27,6                              | 26,7                              | 23,9                              | 21,5                              | 19,9                              | 19,9                              | 21,7                              | 22,5                              | 24,3                              | 26,2                              | 27,7                              | 24,2                              |
| Temperatura média compensada (°C)                                                                            | 21,1                              | 20,9                              | 19,8                              | 16,8                              | 14,2                              | 12,8                              | 12,4                              | 14                                | 15,2                              | 17                                | 18,9                              | 20,5                              | 17                                |
| Temperatura mínima média (°C)                                                                                | 15,8                              | 15,9                              | 14,6                              | 11,4                              | 8,9                               | 7,8                               | 7,1                               | 8,4                               | 9,9                               | 11,5                              | 12,9                              | 14,8                              | 11,6                              |
| Temperatura mínima recorde (°C)                                                                              | 1,2                               | 0,8                               | −0,1                              | −6,2                              | −6,4                              | −11,6                             | −11,1                             | −11,6                             | −8,1                              | −3,9                              | −1,2                              | 1,7                               | −11,6                             |
| Precipitação (mm)                                                                                            | 227                               | 192                               | 193                               | 190                               | 191                               | 219                               | 163                               | 190                               | 212                               | 241                               | 164                               | 184                               | 2 366                             |
| Umidade relativa compensada (%)                                                                              | 81                                | 82                                | 82                                | 82                                | 83                                | 83                                | 81                                | 79                                | 79                                | 79                                | 77                                | 78                                | 80                                |
| Insolação (h)                                                                                                | 215                               | 201                               | 181                               | 174                               | 187                               | 152                               | 174                               | 179                               | 159                               | 198                               | 210                               | 216                               | 2 246                             |
| Fonte: Instituto Nacional de Meteorologia (INMET) (recordes de temperatura: 1942-1985 e 14/03/2008-presente) |                                   |                                   |                                   |                                   |                                   |                                   |                                   |                                   |                                   |                                   |                                   |                                   |                                   |
| Fonte 2: Climate-data.org (médias de precipitação)                                                           |                                   |                                   |                                   |                                   |                                   |                                   |                                   |                                   |                                   |                                   |                                   |                                   |                                   |

## Subdivisões

### Divisão Administrativa
O município de Xanxerê é constituído pelo distrito sede e pelo distrito de Cambuinzal. O distrito Sede de Xanxerê possui uma área de 13 km² e uma malha viária urbana de 141,5 km², e é formado por 29 bairros:
- Aparecida
- Bela Vista
- Bortolon
- Castelo Branco
- Centro
- Colatto
- Esportes
- Frederico Ferronato
- Jardim Tarumã
- João Batista Tonial
- João Winckler
- La Salle
- Leandro
- Maria Winckler
- Matinho
- Monte Castelo
- Nossa Senhora de Fátima
- Nossa Senhora de Lourdes
- Pinheiros
- Primo Tacca
- Santa Cruz
- Santos Dias
- São Jorge
- São Pedro
- São Romero
- Sufiatti
- Veneza
- Vila Sésamo
- Vista Alegre

## Economia
A base da economia está constituída no setor primário, principalmente no plantio de milho, soja, feijão e trigo. Também se destacam a criação de aves, suínos, bovinos e ovinos e a apicultura, considerada fonte expressiva de renda do município. Essa região é bastante favorável a plantações, pois um modelo fundiário de milhares de pequenas propriedades integradas com a agroindústria. Isso favorece o surgimento de pequenas indústrias e empresas prestadoras de serviços, que resulta em elevados níveis de produtividade. Pode-se dizer que Xanxerê é um dos municípios mais desenvolvidos do Oeste catarinense e o segundo maior criador de gado de corte do Estado.

## Infraestrutura

### Meios de Comunicação
Xanxerê possui uma emissora de TV com concessão na cidade, afiliada a RecordTV, a  NDTV Xanxerê. Este canal produzia uma hora e meia de conteúdo jornalístico local, de Xanxerê e cidades vizinhas. O canal foi extinto, e a concessão utilizada para abrir uma sucursal em outra região do estado, no município de Criciúma, a NDTV Criciúma. Com isso, a programação local da RecordTV no município de Xanxerê é transmitido através da NDTV Chapecó.

#### Televisão[18]

##### Analógica
- 7 VHF - Record News Santa Catarina (Record News)

##### Digital
- 3.1 (28 UHF) - NDTV Criciúma (RecordTV)
- 5.1 (34 UHF) - NSC TV Chapecó (TV Globo)
- 7.1 (31 UHF) - Record News Santa Catarina (Record News)
- 9.1 (39 UHF) - TV Barriga Verde (TV Bandeirantes)
- 10.1 (30 UHF) - NDTV Chapecó (RecordTV)
- 27.1 (23 UHF) - SCC SBT (SBT)

#### Rádio
- AM 790 MHz - Rádio Videira
- AM 960 MHz - Super DIfusora Xanxerê
- AM 1130 MHz - Rádio Princesa Xanxerê
- FM 97.9 MHz - Momento FM
- FM 98.5 MHz - Rádio Princesa Xanxerê
- FM 101.3 MHZ - Rádio 101 FM Xanxerê
- FM 105.7 MHz - Super Difusora Xanxerê

Além de estações retransmissoras de emissoras que integram as principais redes de TV do Brasil. Possui ainda cinco emissoras de rádio: três FM (duas comerciais, a 101 FM e a Momento FM e uma comunitária a Xanxerê FM), além de duas AM (Rádio Princesa e a Super Difusora). A cidade possui quatro jornais impressos e dois portais da internet com notícias da cidade e região.

### Transportes
O principal acesso a Xanxerê é pela rodovia BR-282, recentemente duplicada, para quem vem do litoral ou do oeste. Pela SC-480, para quem vem do norte. Pela SC-155, para quem vem do sul. Também é possível chegar utilizando o Aeroporto de Xanxerê para aeronaves de pequeno porte e que conta com serviço de Táxi aéreo 24h ou pelo Aeroporto de Chapecó, distante cerca de 55 km, e que conta com voos regulares para todo o país através das empresas Gol Linhas Aéreas, Avianca e Azul Linhas Aéreas Brasileiras. O transporte público é providenciado por uma empresa de ônibus local que opera diversas linhas diárias que interligam os bairros da área urbana.

### Aeroporto Regional João Winckler
Sua pista de 1 149 metros de comprimento, por 18 metros de largura, está localizada a uma altitude de 898 metros e recebeu classificação Código 1-VFR, o que possibilita peso máximo de decolagem de 11 000 quilogramas, e permite pousos e decolagens de aviões com capacidade de aproximadamente 40 passageiros. É totalmente asfaltada e sinalizada e tem capacidade para operar no período noturno. Com a pavimentação da pista, já há manifestação de empresas para implantar uma linha de voo regular em Xanxerê, que funcionaria como uma alternativa aos voos do Aeroporto de Chapecó.

### Educação
Segundo o IBGE, Xanxerê conta com 26 escolas de nível fundamental e 07 de nível médio. Entre as principais instituições de ensino técnico estão presentes o Instituto Federal de Santa Catarina, Serviço Nacional de Aprendizagem Industrial, Serviço Nacional de Aprendizagem Comercial e Colégio La Salle. Entre as principais instituições de ensino superior estão presentes a Universidade do Oeste de Santa Catarina, Universidade Estácio de Sá, Centro Universitário Internacional e Universidade Salvador.

### Energia
Xanxerê é atendida pela Distribuidora Catarinense de Energia Elétrica (DCELT Energia), antigamente conhecida como Iguaçu Energia.

## Turismo

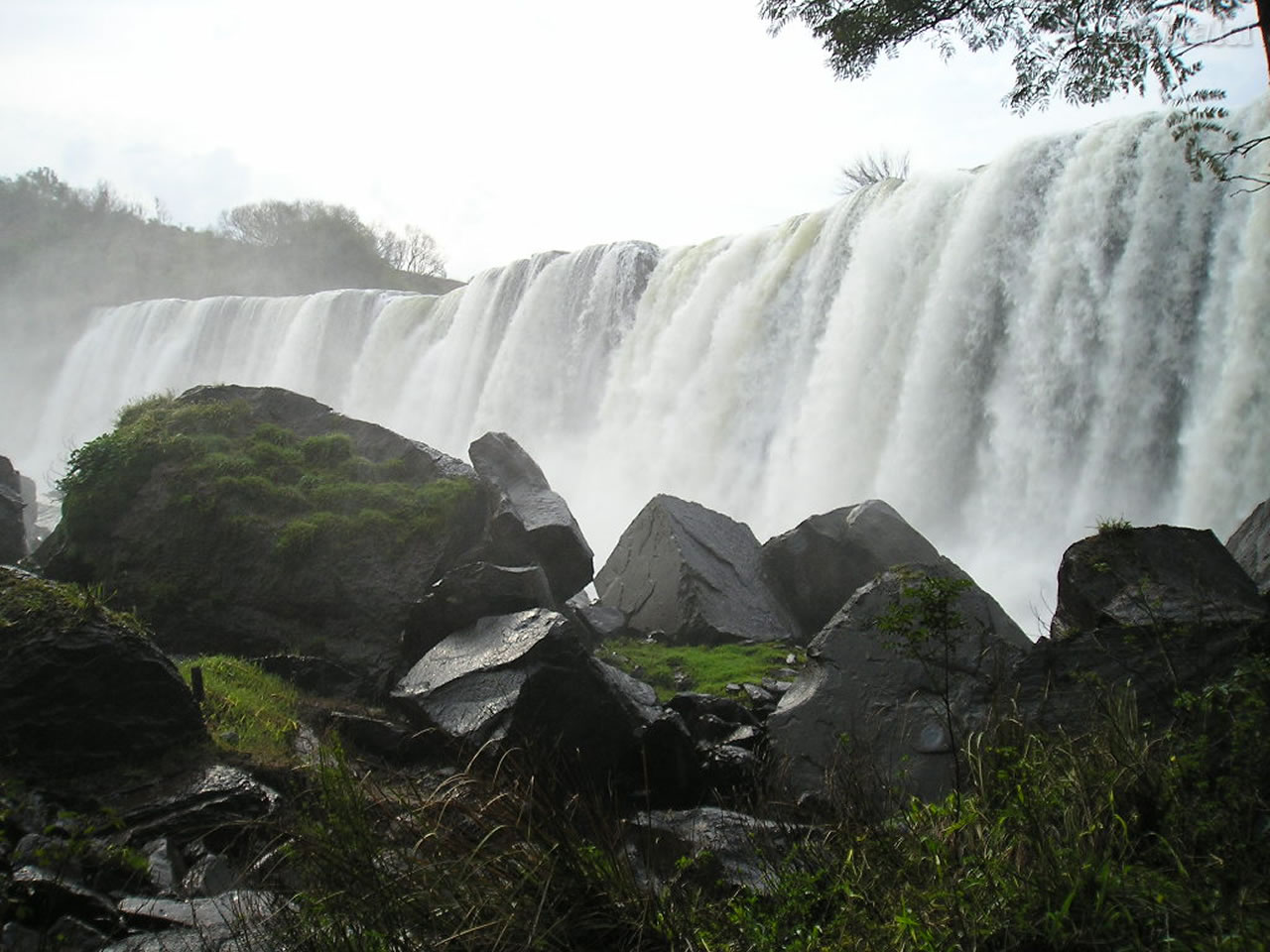
Cascata S Manella

Xanxerê atrai os visitantes com cascatas escondidas no meio da mata, com a cultura indígena e com a abundância de recursos naturais. Pode ser visitado o Posto Indígena Xapecó, uma reserva indígena e florestal habitada por índios kaingangs, guaranis e xoklengs – eles confeccionam arcos, flechas, cestas e balaios, que vendem no local. Outro destaque é o museu de entomologia e a Casa da Cultura Maria Rosa. Também há atrações alternativas como o Galo do Badotti. Xanxerê é uma das maiores cidades do Oeste catarinense e conta com boa infraestrutura turística.

### Cascata S. Manela
Um local turístico amplamente conhecido e recomendado para turismo são as três cascatas do Rio Chapecozinho, na divisa do município com a reserva indígena. Apesar das corredeiras, o rio permite a travessia a pé, por ter o fundo lajeado. Vá também à Ilha do Rio Chapecozinho, situada antes das cascatas e à Cascata S. Manella (Salomão Manella), um conjunto de três saltos com grande volume de água, em meio à mata preservada, ali existe área para camping, churrasqueiras, restaurantes, mesas, campos de futebol e sanitários. É o principal ponto de atração turística da cidade, a cascata ganhou um selo turístico da Embratur para desenvolvimento do turismo. Uma reserva ecológica que atrai muitos turistas anualmente. Durante o verão, mais de 1.000 famílias de toda a região acampam à margem do rio. Agora está em más condições, mas em torno de um ano será melhorada.

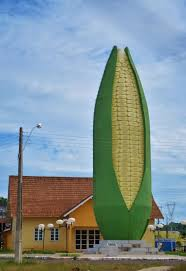
"Milho de 50m de altura", localizado no parque de exposições Rovilho Bortoluzzi.

### Praça Tiradentes
É o cartão postal do centro da cidade e uma das praças mais arborizadas e harmoniosas da região. Atrai milhares de pássaros das espécies chupim e pardais todas as tardes, num raro espetáculo. Durante o verão as árvores servem de pousada também para o ciclo das andorinhas. Sendo que foi revitalizada e inaugurada na celebração dos 56 anos.

### Kartódromo Jean Paulo Picinatto
É uma atração a mais para quem gosta de velocidade. Periodicamente o Automóvel Clube realiza provas locais regionais, estaduais e interestaduais, atraindo kartistas do sul do Brasil.

### Parque de Exposições Rovilho Bortoluzzi
Localizado às margens da BR-282 tem uma área de 200 mil m² e sedia a ExpoFemi (Exposição Festa Estadual do Milho), uma das maiores expo-feiras do Sul do país.

### CTG Espelho da Tradição
As tradições gaúchas também fazem parte da cultura do povo xanxerense, que preserva com orgulho as tradições herdadas de antepassados através de vários CTGs. O CTG Espelho da Tradição realiza anualmente o Rodeio Interestadual, além de fandangos tradicionalistas. São festas que homenageiam as etnias, demonstram a integração dos povos e a preservação dos costumes e tradições.